# (38704) 2000 QZ76
2000 QZ76 (asteroide 38704) é um asteroide da cintura principal. Possui uma excentricidade de 0.17308530 e uma inclinação de 2.31188º.
Este asteroide foi descoberto no dia 24 de agosto de 2000 por LINEAR em Socorro.